# Ålandsee

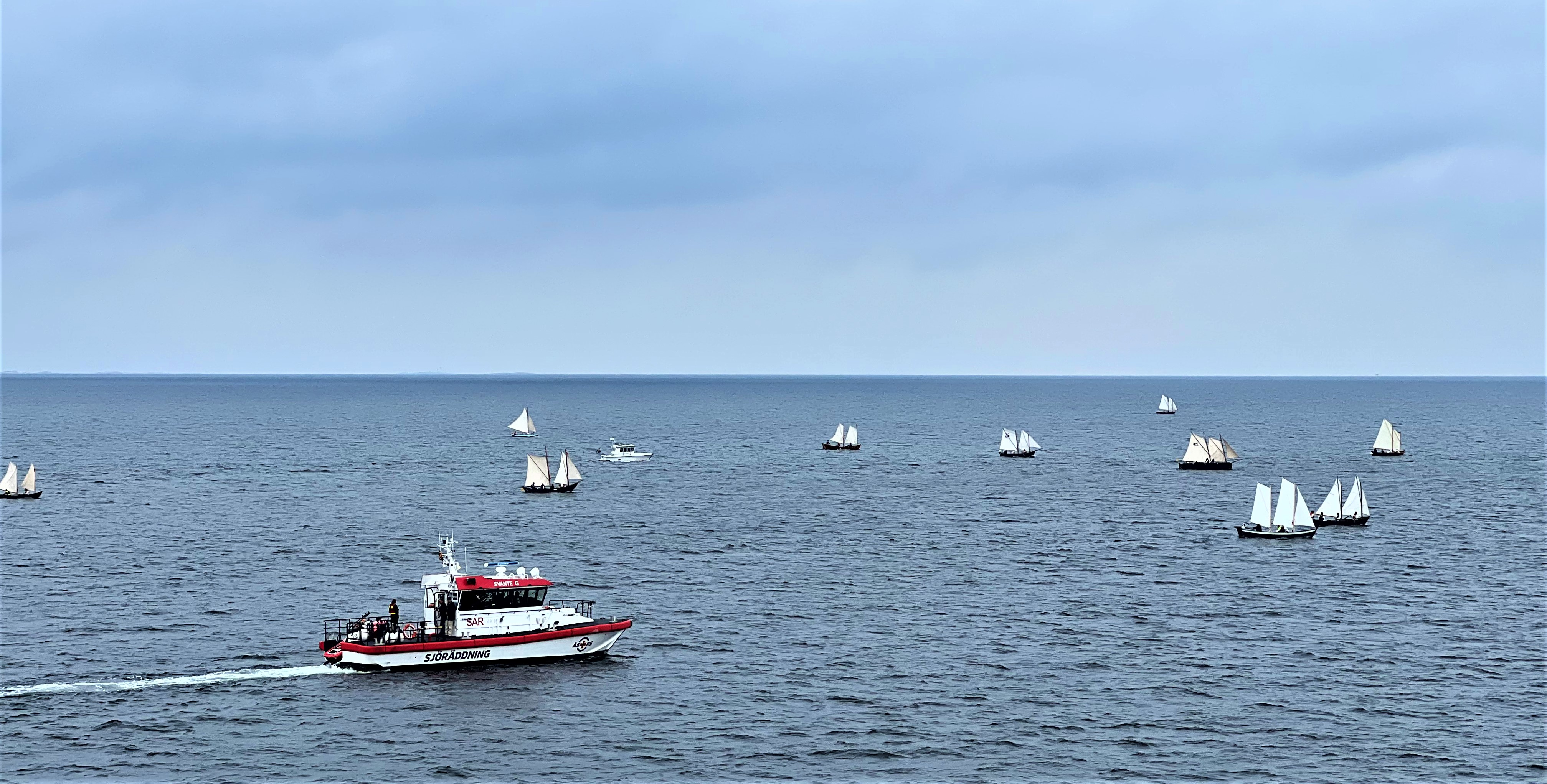
Postrudern zwischen Grisslehamn und Eckerö 2022, mit Rescue Svante G links

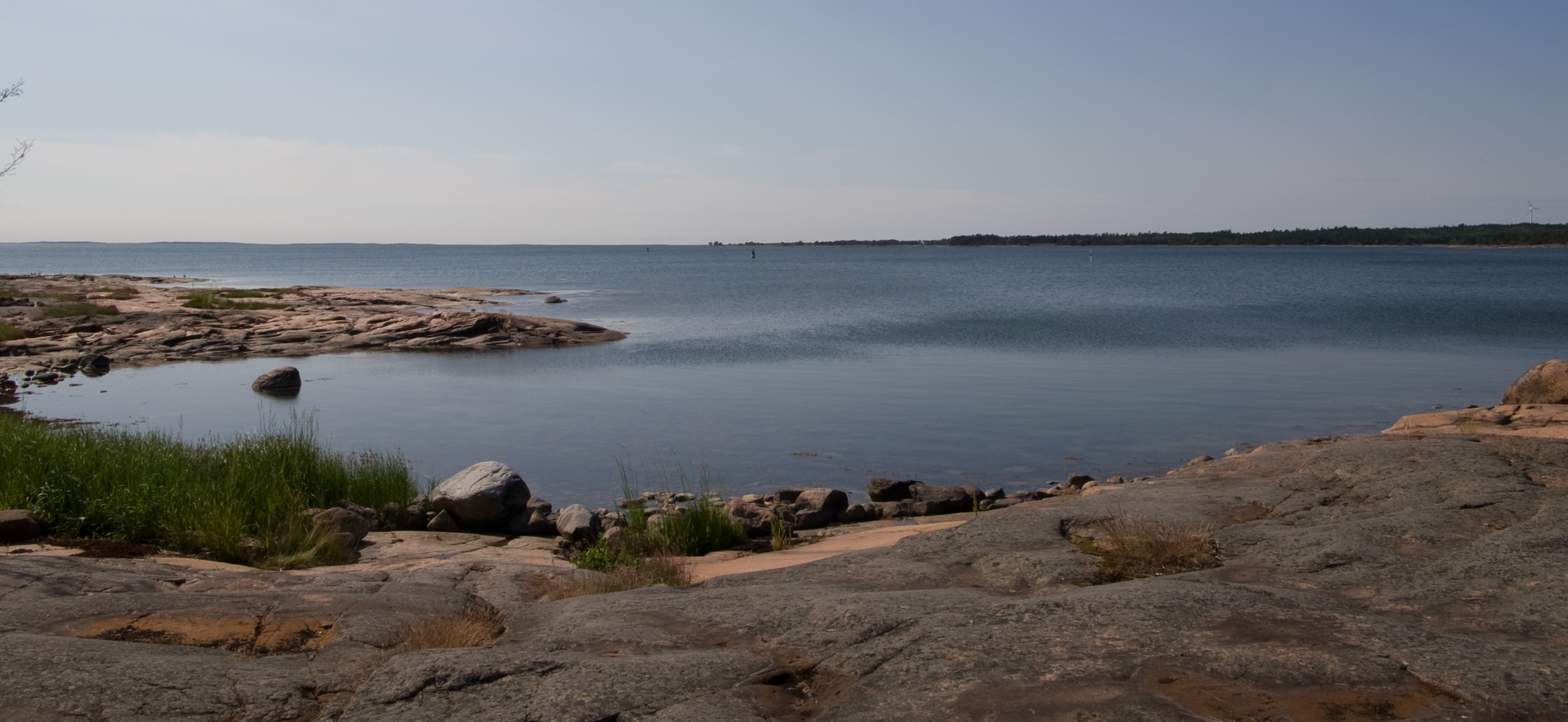
Blick von der Westküste Eckerös beim Fährhafen Berghamn auf die Ålandsee

Ålandsee, auch Åländer See, schwedisch Ålands hav, ist ein Teil der Ostsee und erstreckt sich zwischen der Küste des schwedischen Uppland und der finnischen Landschaft Åland.

## Geografie

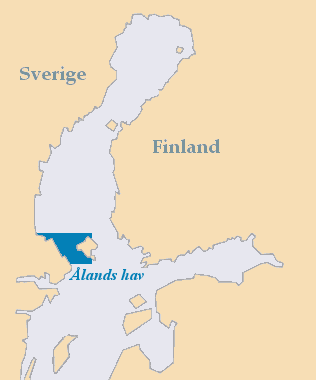
Lage (grob)

Die im Juni 2014 vereinbarte nautische Einteilung der Baltic Sea Hydrologic Commission (BSHC) rechnet die Ålandsee zum Bottnischen Meerbusen. In der naturwissenschaftlich begründeten Gliederung der schwedischen Vermessungsbehörde Lantmäteriet wird nur der nördliche Teil jenem zugerechnet, der Bereich südlich der Meerenge des Södra Kvarken (Südkvark) hingegen der Eigentlichen Ostsee.
Die Küsten der Ålandsee weisen Schären auf, jedoch nicht so zahlreich wie die Åländer Schären in der zwischen Åland und dem finnischen Festland liegenden Schärenmeer (Archipelsee). Zu den Schären der Ålandsee gehört die zwischen Schweden und Finnland geteilte Schäre Märket.
In der von Nordwesten nach Südosten am Grund der Ålandsee verlaufenden Rinne liegt die mit 301 Metern zweittiefste Stelle der Ostsee.

## Verkehr

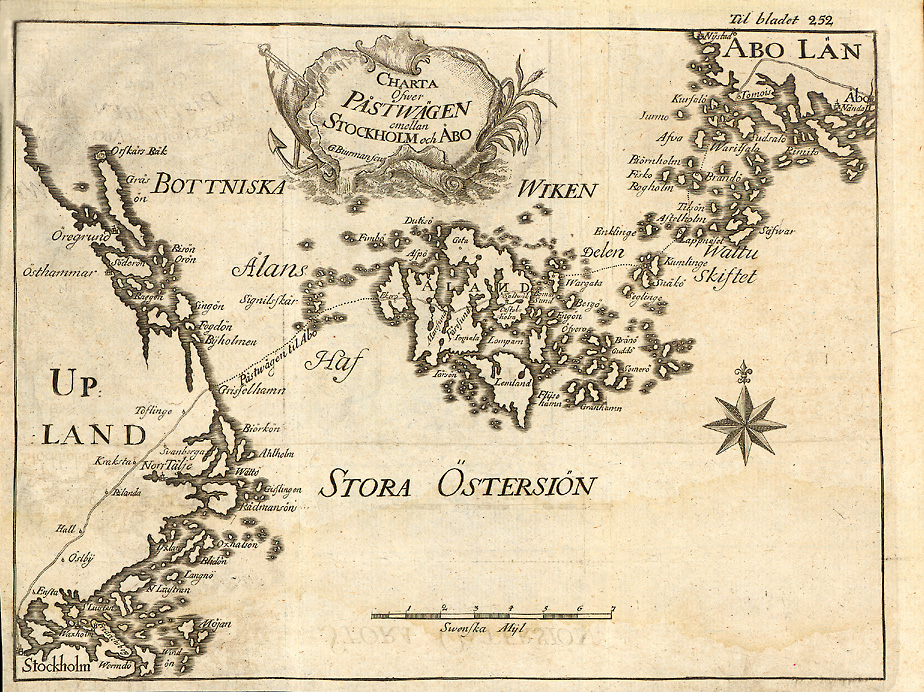
Postroute von Stockholm nach Åbo 1749 führte schon wie die heutige Fähre von Grisslehamn nach Eckerö

Von 1636 bis zur Einführung der Dampfschifffahrt führte die Postroute von Stockholm nach Finnland und nach der Abtretung Finnlands an Russland 1743 von dort weiter nach Sankt Petersburg über die Ålandsee und durch das Schärenmeer (Archipelsee) nach Åbo, finnisch Turku. 
Im Winter wurden die Postboote als Schlitten über das Eis gezogen.
Seit den 1960er Jahren besteht ein Fährverkehr von Kapellskär nach Mariehamn über die Ålandsee.